# Pierre-Franck Chevet
Pour les articles homonymes, voir Chevet (homonymie).
Pierre-Franck Chevet, né le 28 septembre 1961 à Grenoble (Isère), est un haut fonctionnaire, ingénieur général des mines et polytechnicien français.
Au cours de sa carrière, il occupe différents postes au sein du ministère de l'Industrie ainsi que dans des directions régionales. Entre 2005 et 2007, il est conseiller des Premiers ministres Jean-Pierre Raffarin et Dominique de Villepin sur les questions d'industrie, de recherche, d'environnement et d'énergie. De 2008 à 2012, il est directeur général de l'énergie et du climat au ministère de l'Écologie, de l'Énergie, du Développement durable et de l'Aménagement du territoire, puis de 2012 à 2018, il préside l'Autorité de sûreté nucléaire. Depuis 2020, il préside le conseil d'administration de l'IFP Énergies nouvelles.

## Situation personnelle

### Famille
Pierre-Franck Chevet, né le 28 septembre 1961 à Grenoble, est père de 4 enfants.

Son épouse Christine Gavini, née le 19 mars 1966, est diplômée de l’Institut d’Études Politiques de Paris et docteur en sociologie de l’École normale supérieure de Cachan. En février 2012, elle a été nommée directrice des relations internationales des ministères de l’Éducation et de la Recherche. Elle est nommée rectrice de l'académie de Normandie en avril 2019.

### Études et diplômes
Pierre-Franck Chevet est diplômé de l'École polytechnique et de l'École nationale de la statistique et de l'administration économique et membre du Corps des mines.

## Carrière
Pierre-Franck Chevet a occupé différents postes au Ministère de l’Industrie de 1986 (année de la catastrophe de Tchernobyl) à 1995, dont celui adjoint d’André-Claude Lacoste, responsable de la DSIN (Direction de la Sûreté des Installations Nucléaires), qui deviendra par la suite l'Autorité de sûreté nucléaire française (ASN).
- De 1995 à 1999, Pierre-Franck Chevet a été délégué régional de l’ANVAR et directeur de la Direction Régionale de l’Industrie, de la Recherche et de l’Environnement (DRIRE) Alsace.
- De 1999 à 2005, il est directeur de la DRIRE du Nord-Pas-de-Calais et directeur de l’École des mines de Douai.

- De 2005 à 2007, il est conseiller pour l’industrie, la recherche, l’environnement et l’énergie au cabinet du Premier ministre Jean-Pierre Raffarin, puis Dominique de Villepin[5].

- Il exerce la fonction de Commissaire du gouvernement aux conseils de surveillance d'Areva[6] (jusqu'en 2011) et de GDF Suez[7] ainsi que de l'Andra et de la Commission de régulation de l'énergie (CRE)[7] et membre du Comité interministériel des Parcs nationaux de France.

- En juillet 2008, il est nommé Directeur général de l’énergie et du climat au ministère chargé de l'Écologie (MEDD)[8]. Il sera aussi vice-président de l’observatoire national sur les effets du réchauffement climatique[9]

- Nommé le 9 novembre 2012 par décret du président de la République après son audition par les commissions compétentes des deux chambres du Parlement[10], il succède officiellement le 13 novembre 2012 à André-Claude Lacoste à la direction de l'ASN [11].

- Le 20 novembre 2012, il a invité et rencontré Yukiya Amano (directeur général de l'Agence internationale de l'énergie atomique) pour notamment évoquer la conférence ministérielle post-Fukushima de l’AIEA prévue au Japon du 14 au 17 décembre 2012. Ils ont évoqué les tests de résistance réalisés en Europe ainsi que les retours d'expérience de la catastrophe de Fukushima et le besoin d'une coopération internationale plus développée dans le cadre du plan d’action de l’AIEA sur la sûreté nucléaire[12] qui doit être mis en œuvre, avec l'aide de 2 experts français « mis à disposition de l'Agence à titre gracieux » par l'IRSN et Areva[12], pour notamment analyser les circonstances de l’accident de Fukushima et en tirer des leçons de sûreté.

- Le 13 novembre 2018, à peine son mandat à la tête du gendarme du nucléaire terminé, il envisage de rejoindre le secteur privé pour prendre la direction de la sécurité du groupe Engie - Electrabel, propriétaire des centrales nucléaires en Belgique, selon Le Canard Enchaîné, ce qui laisse peser de lourds soupçons de conflit d'intérêts[13]. Mais après avoir été auditionné à sa demande par la Haute Autorité pour la transparence de la vie publique, il renonce finalement à ce pantouflage[14].
- Le 27 mai 2020, à la suite de la décision du Conseil des ministres, il est nommé président du conseil d'administration de l'IFP Énergies nouvelles.

## Distinctions
- Chevalier de la Légion d'honneur (2009)
- Officier de l'ordre national du Mérite (2015)